# Apodastococcus aldinganus
Apodastococcus aldinganus är en insektsart som beskrevs av Williams 1985. Apodastococcus aldinganus ingår i släktet Apodastococcus och familjen ullsköldlöss. Inga underarter finns listade i Catalogue of Life.